# Brenner Souza da Silva
Brenner Souza da Silva, noto semplicemente come Brenner (Cuiabá, 16 gennaio 2000), è un calciatore brasiliano, attaccante dell'Udinese.

## Caratteristiche tecniche
È un attaccante veloce nel dribbling, impiegato principalmente da punta centrale. Può svariare su tutto il fronte dell'attacco e dispone pure di buone doti atletiche.

## Carriera

### Club
Calcisticamente cresciuto nel settore giovanile del San Paolo, ha esordito in prima squadra il 22 giugno 2017 contro l'Athlético Paranaense.
Il 3 gennaio 2019 è passato in prestito alla Fluminense, con cui disputa solo cinque partite.
Il 5 gennaio 2021 è stato acquistato dagli statunitensi del Cincinnati per circa tredici milioni di dollari.
Il 26 aprile 2023, è stato ufficializzato l'ingaggio a titolo definitivo di Brenner da parte dell'Udinese, in Serie A, a partire dal 1º luglio seguente: il giocatore ha firmato un contratto valido fino al 30 giugno 2028 con la società friulana. L'operazione ha anche rappresentato la cessione più redditizia nella storia del Cincinnati. Purtroppo un lungo infortunio occorsogli durante un'amichevole precampionato al retto femorale della gamba destra, di cui nesessita di un intervento chirurgico gli causa uno stop di quattro mesi.
Esordisce in Serie A il 27 gennaio 2024 nei minuti finali della gara contro l'Atalanta, sostituendo Sandi Lovric al minuto 80. Impiegato in sole poche partite nel prosieguo della stagione, Brenner segna la sua prima rete con i friulani all'esordio ufficiale della stagione successiva, nel 4-0 interno all'Avellino in Coppa Italia il 9 agosto 2024. Alla terza giornata trova anche il suo primo gol in Serie A, decidendo la gara vinta in casa contro il Como (1-0).

### Nazionale
Nel 2017 ha vinto il campionato sudamericano Under-17.

## Statistiche

### Presenze e reti nei club
Statistiche aggiornate al 29 ottobre 2024.
| Stagione          | Squadra           | Campionati        | Campionati | Campionati | Coppe nazionali | Coppe nazionali | Coppe nazionali | Coppe continentali | Coppe continentali | Coppe continentali | Altre coppe | Altre coppe | Altre coppe | Totale | Totale |
| Stagione          | Squadra           | Comp              | Pres       | Reti       | Comp            | Pres            | Reti            | Comp               | Pres               | Reti               | Comp        | Pres        | Reti        | Pres   | Reti   |
| ----------------- | ----------------- | ----------------- | ---------- | ---------- | --------------- | --------------- | --------------- | ------------------ | ------------------ | ------------------ | ----------- | ----------- | ----------- | ------ | ------ |
| 2017              | San Paolo         | A                 | 4          | 1          | CB              | 0               | 0               | CS                 | 0                  | 0                  | CP          | 0           | 0           | 4      | 1      |
| 2018              | San Paolo         | A                 | 7          | 1          | CB              | 3               | 1               | CS                 | 2                  | 0                  | CP          | 14          | 1           | 26     | 3      |
| 2019              | Fluminense        | A                 | 5          | 0          | CB              | 1               | 0               | CS                 | 0                  | 0                  | CC          | 0           | 0           | 6      | 0      |
| 2020              | San Paolo         | A                 | 27         | 11         | CB              | 6               | 6               | CL+CS              | 4+2                | 2+2                | CP          | 5           | 1           | 44     | 22     |
| Totale San Paolo  | Totale San Paolo  | Totale San Paolo  | 38         | 13         |                 | 9               | 7               |                    | 8                  | 4                  |             | 19          | 2           | 74     | 26     |
| 2021              | FC Cincinnati     | MLS               | 33         | 8          | USOC            | 0               | 0               | -                  | -                  | -                  | -           | -           | -           | 33     | 8      |
| 2022              | FC Cincinnati     | MLS               | 29         | 18         | USOC            | 0               | 0               | -                  | -                  | -                  | PO          | 2           | 0           | 31     | 18     |
| 2023              | FC Cincinnati     | MLS               | 8          | 1          | USOC            | 0               | 0               | -                  | -                  | -                  | -           | -           | -           | 7      | 1      |
| Totale Cincinnati | Totale Cincinnati | Totale Cincinnati | 70         | 27         |                 | -               | -               |                    | -                  | -                  |             | -           | -           | 72     | 27     |
| 2023-2024         | Udinese           | A                 | 8          | 0          | CI              | 0               | 0               | -                  | -                  | -                  | -           | -           | -           | 8      | 0      |
| 2024-2025         | Udinese           | A                 | 8          | 1          | CI              | 1               | 1               | -                  | -                  | -                  | -           | -           | -           | 9      | 2      |
| Totale Udinese    | Totale Udinese    | Totale Udinese    | 16         | 1          |                 | 1               | 1               |                    | -                  | -                  |             | -           | -           | 17     | 2      |
| Totale carriera   | Totale carriera   | Totale carriera   | 129        | 41         |                 | 11              | 8               |                    | 8                  | 4                  |             | 21          | 2           | 169    | 55     |

## Palmarès

### Nazionale
- Campionato sudamericano Under-17: 1

Cile 2017